# 布里托利
布里托利（義大利語：Brittoli），是意大利佩斯卡拉省的一个市镇。总面积15.81平方公里，人口335人，人口密度21.2人/平方公里（2009年）。ISTAT代码为068004。